# 円光院 (甲府市)
円光院（えんこういん）は、山梨県甲府市岩窪町にある寺院。臨済宗妙心寺派寺院。山号は瑞岩山。本尊は釈迦如来。戦国期に武田信玄が制定した甲府五山のひとつで、信玄正室三条夫人の菩提寺として知られる。

## 沿革
『甲斐国志』巻八二『甲斐国社記・寺記』通巻三二に拠れば、円光院の前身は八代郡小石和郷（笛吹市石和町）に建立された清光寺で、清光寺は甲斐源氏の始祖である逸見清光（源清光）の開創であるという。室町期に甲斐守護武田信守により父信重の菩提寺として再興され、成就院と改められる。石和の地は室町期までの武田氏の本拠地であったが戦国期には武田信虎により居館が甲府へ移転され城下町が整備され、城下には武田氏の庇護を受けた諸寺院が成立する。成就院も永禄年間に武田信玄（晴信）により甲府城下に移転され甲府成就院となり、甲府五山のひとつに定められる。武田氏からは茶湯料・屋敷分として林部・石和の地に18貫文を寄進されている。
弘治2年には信玄の信任を得て伊予国安国寺（愛媛県東温市）から甲府へ赴いた遠叔が住持となっており、永禄7年には説三恵璨の住持が確認されている。『寺記』に拠れば、元亀元年に死去した信玄正室三条夫人（円光院殿）の菩提寺で、三条夫人の院号に因んで改称し、境内西には三条夫人の墓所である宝篋印塔が造営されているほか、江戸時代に甲府藩主となった側用人の柳沢吉保は武田遺臣の後裔を称し恵林寺の信玄霊廟などを造営しており、円光院においては石灯籠を寄進している。
また、武田氏滅亡後の徳川氏時代の代官である平岡氏の墓所も存在している。
本尊の釈迦如来像は南北朝期の造仏で、京都の円派仏師による制作と考えられている。衣の表現には金泥地に截金と盛上げ彩色で繊細な文様を表現し、棲雲寺（甲州市）像との共通が指摘されている。また、山梨県内に伝来する韋駄天像は円光院の旧蔵で、釈迦如来像と同時期の制作であると考えられている。後補の兜内側には天文21年（1552年）年紀と作者寿泉書記の朱漆銘文が残り、寿泉については武田家との関わりも深い窪八幡神社（山梨市）の本殿壁板墨書銘に名が見られる寿仙と同一人物であると考えられている。
ほか、円光院武田家系図や勝軍地蔵像・刀八毘沙門天像などの寺宝を所蔵しているほか、円光院文書が伝わる。
2014年には刀八毘沙門天像と勝軍地蔵像の二像が修復されることとなった。

## 三条夫人の墓所
円光院には武田晴信（信玄）室の三条夫人の墓所が所在する。史跡名は「武田晴信室三条氏之墓」。元亀元年（1570年）に三条夫人が亡くなると、当寺を菩提寺とし、信玄がその法号から寺名を円光院と改めたと言われている。
「円光院文書」によれば、三条夫人は元亀元年（1570年）7月28日に死去した。現在の墓所は人為的な版築・盛土などが確認されず、山裾を開削し平場を造成し、墓所を造営したと考えられている。近世初頭の慶長8年（1603年）3月1日付徳川家四奉行判物では墓所の造営が行われていたことが確認される。江戸中期には現存する石灯籠2基に享保3年（1718年）9月17日の年記があることから、没後150年忌を契機に整備が行われたと考えられている。
明治期には墓所を写した古写真が残り、宝篋印塔の向きや、相輪・笠が入れ替わるなど現在とは異なる姿をしており、数次にわたる組み直しが行われていたことが確認される。
三条夫人墓所は一基の宝篋印塔、二基の石灯籠で構成される。宝篋印塔は現存高121センチメートル（基礎下部から相輪上部）。基礎は上部三段で、正面と南側面には枠内に格狭間が、その内部に連子が掘られる。山梨県内では同様の様式として南巨摩郡南部町中野の長谷寺跡の穴山信嘉（信邦、永禄9年（1566年）死去）の事例が知られる。基礎の下には三段の台石があるが当初の姿であったかは不明。左側の石灯籠が高さ124.4センチメートルであるため、宝篋印塔の威容を整えるため台石を積み足したとも考えられている。
相輪は16世紀の宝篋印塔の特徴として太い形状。宝珠上部が欠損し、九輪の中間部で折れている。柄・柄穴で笠部と連結し、笠下部には請花・反花が刻まれている。相輪は軒上五段、軒下三段で、隅飾突起はニ弧で外反している。笠の一部も同様に破損している。
塔身四面には枠内に「大日」と刻まれ、塔身上面の左側（南側）には「+」の線刻が掘られており、当初は左面が正面であったと考えられている。山梨県内において塔身に「大日」と掘られる点は類例が見られない。

## 文化財

### 山梨県指定文化財
- 有形文化財
  - 木造刀八毘沙門天及び勝軍地蔵坐像 2軀（彫刻）
1989年（平成元年）4月12日に「木造厨子入刀八毘沙門天像及び勝軍地蔵像」として甲府市指定有形文化財（工芸品）に指定[11]、2017年（平成29年）3月2日に山梨県指定有形文化財に指定[12]。
- 史跡
  - 武田晴信室三条氏墓 - 1967年（昭和42年）8月7日指定[11]。

### 甲府市指定文化財
- 有形文化財
  - 円光院天目茶碗・赤絵碗 2点（工芸品） - 1989年（平成元年）4月12日指定[11]。
  - 打敷（工芸品） - 1989年（平成元年）4月12日指定[11]。
  - 円光院文書 13点（書跡） - 1989年（平成元年）4月12日指定[11]。